# 伊朗—委内瑞拉关系
伊朗－委内瑞拉关系（西班牙语: Las relaciones de Irán y Venezuela，波斯语:  روابط ایران و ونزوئلا）指伊朗和委内瑞拉两国之间的外交关系，两国因反美的共同目标和均受到美国制裁而形成友好关系。

## 历史
2020年，伊朗曾多次向委內瑞拉輸送石油。不過有部分油輪被美國攔截並遭美國沒收。
2022年6月11日，伊朗和委内瑞拉签订了一份為期20年的合作协议，涉及能源、石化、国防和文化等领域。

## 其他

### 簽證

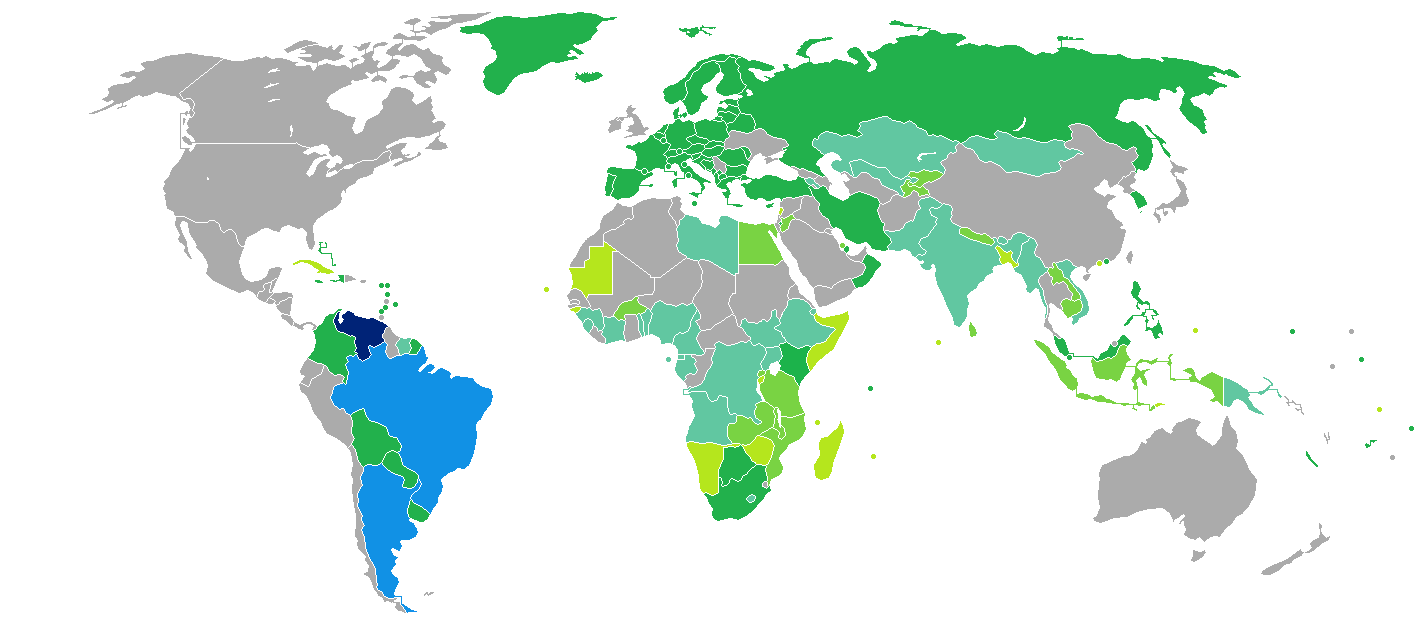
持委内瑞拉護照的委内瑞拉人口可以免簽證入境伊朗。

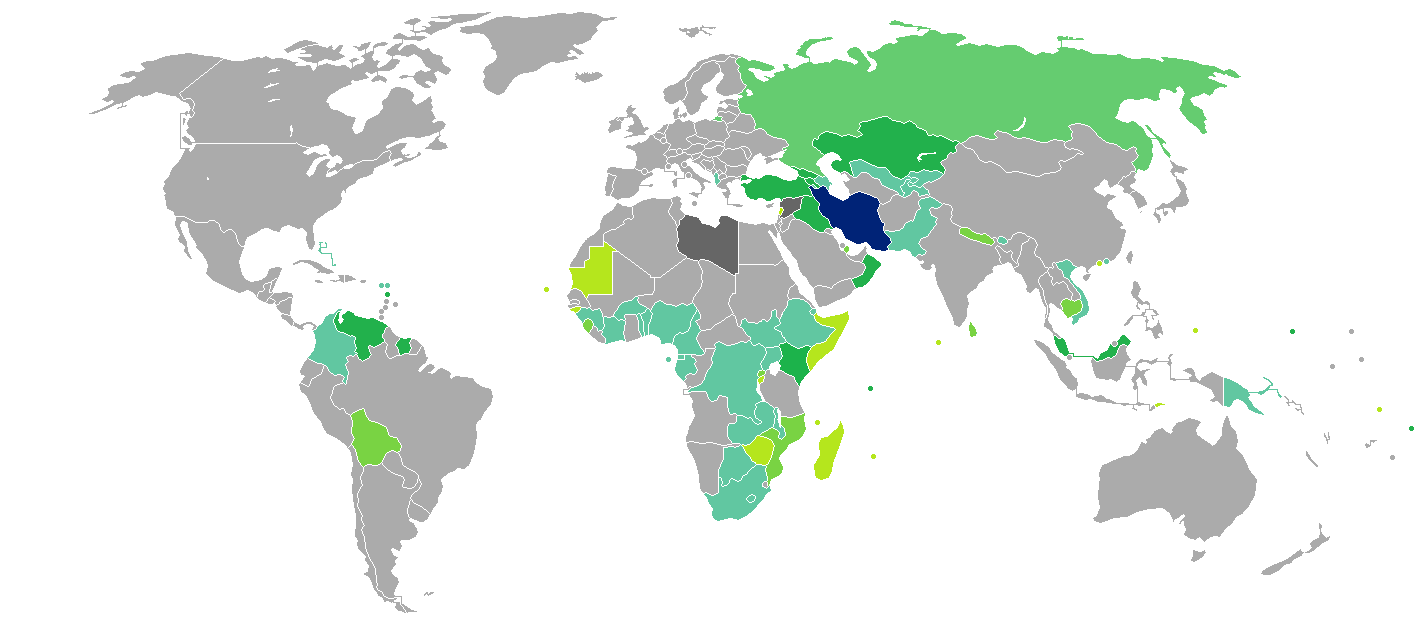
持伊朗護照的伊朗公民可以免簽證入境委内瑞拉。

目前，伊朗公民可免签证入境委内瑞拉15天，而委内瑞拉公民亦可免签证入境伊朗15天。委内瑞拉是西半球唯一与伊朗互免签证的国家。